# Kosmos 159
A Kosmos 159, (em russo: Космос 159, significado Cosmos 159), ou Luna E-6LS No.1, ou ainda Luna E-6LS No.111, identificada pela NASA como 1967-046A, foi uma das três missões usando a plataforma E-6LS, para o Programa Luna (um projeto soviético), tinha como objetivo, efetuar testes de comunicação em voos próximos à Lua.
A Kosmos 159, pesando 1.700 kg, foi lançada as 21:43:57 UTC de 16 de Maio de 1967, por um foguete Molniya (8K78M), a partir da plataforma 1/5 do cosmódromo de Baikonur.
Embora tenha sido lançada com sucesso, uma falha no último estágio, um Bloco-L, impediu a mudança de uma órbita terrestre baixa para uma órbita elíptica alta com 250.000 km de apogeu), apesar da órbita próxima bem mais próxima à Terra (60.000 km de apogeu), ao que tudo indica, boa parte dos testes pretendidos foram efetuados. Por conta disso, ela foi designada como Kosmos 159, prática comum nos sucessos parciais naquela época. O satélite permaneceu em órbita da Terra durante cento e setenta e sete dias e reentrou na atmosfera da Terra em 11 de novembro de 1967.